# Kami

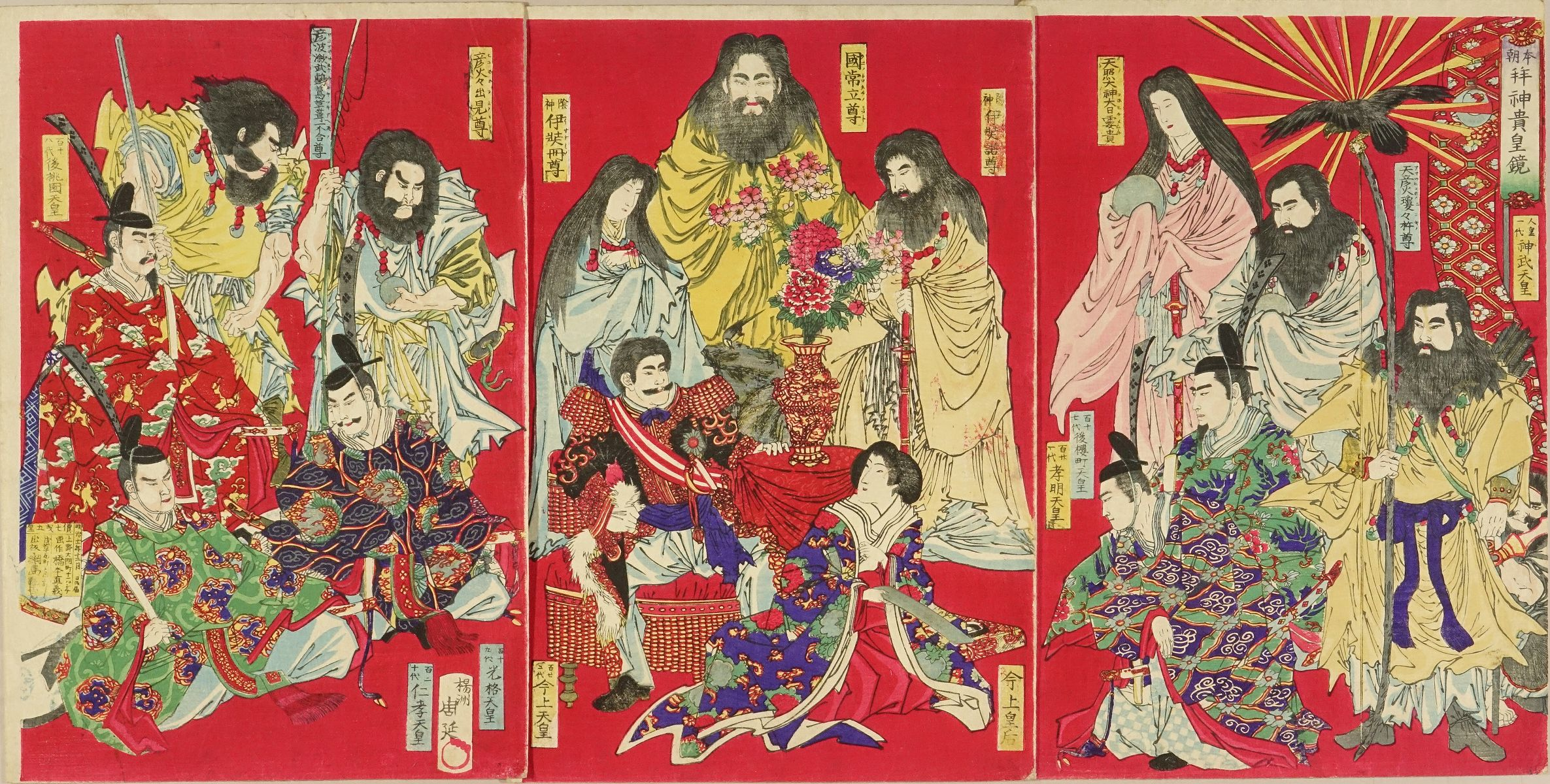
Meiji-tenno entre kami i emperadors

Els kami (神) són les divinitats pròpies del xintoisme. Normalment, aquest concepte és traduït directament amb la paraula déu o esperit en les cultures occidentals, tot i que a vegades també s'usa la paraula original, ja que es considera que anomenar-los així és un gran error.
El terme kami no designa les divinitats com a éssers absoluts creadors del món i la vida, ja que no marca una diferència entre els éssers creadors i allò creat, sinó que són ambdues coses. Es podria dir que el concepte numen usat pels romans s'acosta més al terme kami.
Així doncs, s'anomena kami a qualsevol cosa que es consideri fora de la normalitat. Bé coses amb un poder sobrehumà que influencii un gran conjunt de coses (Amaterasu, Susanoo, etc.), o bé coses menys poderoses (Onsen, Tenno, etc). Un kami pot ser beneficiós, malvat i destructiu, o ambdues coses. D'aquesta manera, es consideren kami tant les forces de la naturalesa (tempestes, sol, lluna, animals, paratges naturals), com altres coses més relatives als humans (educació, sort, medicina), que es manifestaren en les formes del kami del tro, el kami del vent, el kami de la pluja, el kami del sol, el kami de l'agricultura, etc., tot creant una llista interminable de kami. Per posar alguns exemples, la muntanya més alta del Japó, el mont Fuji, algunes cascades, les tempestes i les guineus són considerats kami. Kami és més una propietat que poden tindre determinades coses que un tipus de cosa.
Pel que fa als humans, pel fet d'haver sigut creats pels kami, igual que les coses immaterials, tots tenen la possibilitat d'esdevenir kami també. Els japonesos veneren els seus avantpassats com a kami ancestrals, però només una petita part d'ells arriba a ser oficialment consagrada i venerada per la societat, ja que es considera que un humà esdevé kami quan ha ofert un servei al seu poble, a la seva nació. Tal és el cas de tots els emperadors, o d'alguns militars de la Segona Guerra Mundial. Només els éssers humans que tenen un gran poder espiritual sobre la societat arriben a ésser consagrats com a kami mentre viuen. El fet d'anomenar kami qualsevol cosa anormal i increïble ha comportat la creença en milers de kami arreu del país, moltes vegades sense nom. És per això que el Japó ha estat anomenat en molts casos Yaoyorozu-no-kami-no-kuni (八百万の神の国), 'el país dels vuit milions de kami'.